# Cecilia Bonelli
María Cecilia Bonelli (San Nicolás de los Arroyos, Buenos Aires, 1 de mayo de 1985), más conocida como Chechu Bonelli, es una modelo, periodista y conductora argentina. Desde 2017 es una de las conductoras de SportsCenter, noticiero de ESPN.

## Biografía
Cecilia es hija de María del Carmen y de Juan Carlos Bonelli, es la única hija mujer de cuatro hermanos, Juan Carlos, Juan Manuel y Juan Andrés. Cursó  sus estudios en el colegio Nuestra Señora de la Misericordia.

## Vida personal
En junio de 2008 su madre falleció después de padecer una enfermedad terminal.
En 2011 se hizo pareja del futbolista argentino Darío Cvitanich.
El 22 de octubre de 2012 confirmó en el programa Fútbol para todos que estaba esperando su primer hijo con el futbolista. El 3 de abril de 2013, a las 0:31 (hora de Niza), nació su primera hija, Lupe. El 23 de diciembre de 2014 se casó por lo civil y el 27 de diciembre de 2014 por la iglesia con Dario Cvitanich;  a finales de junio de 2015 anunció que estaba nuevamente embarazada. El 20 de diciembre de 2015 nació en México la segunda hija de la pareja, Carmela. El 14 de diciembre de 2022, nació su tercera hija, Amelia. A fines de julio de 2025, anunciaron su separación luego de 14 años de relación.
Bonelli es católica, y asegura: «Soy muy católica y siempre trato de seguir los preceptos».

## Carrera
La carrera profesional de Cecilia, comenzó en 2003, gracias al reality de modelos Super M. Terminó quedando entre las 5 finalistas de las cuales Paula Cháves fue la triunfadora. Para ella y para algunas amigas, logró ser el primer paso serio hacia el mundo de la moda. Una vez concluido el reality, Ricardo Piñeiro la seleccionó para su staff de modelos. Luego de unos años de formar parte de la agencia de Ricardo Piñeiro pasó a Dotto Models.
Comenzó a formar parte del mundo de la televisión realizando trabajos para Fox Sports en los programas CX y luego en A jugar América. También fue parte del staff del programa Fuera de foco, ya consagrada en la televisión, logró tener su propio programa junto a Carolina Di Nezio por Fox Sports llamado 360.
En 2008 debutó como actriz en 100% Lucha, la película, en donde personificaba a "Carla".
En 2010, condujo junto a Dario Lopilato el programa Comunidad 2.0 por la pantalla de El Trece; al mismo tiempo conducía el programa Tendencia en Canal 9. Además, tuvo un paso fugaz por Bailando por un Sueño 2010, donde fue la quinta estrella eliminada.
Luego de terminar sus anteriores proyectos, a mediados de 2010 pasó a formar parte del programa Fútbol para todos, del cual se despidió el viernes 13 de julio de 2012 y se marchó a Holanda a vivir con su pareja, el futbolista Dario Cvitanich, quien debió volver a Ajax Ámsterdam luego de vencer su préstamo con Boca Juniors. Luego de solucionarse la situación de su pareja, ambos se mudaron a Niza, Francia, donde "Chechu" continuó ligada a Fox Sports, realizando notas para FPT.
En junio de 2012 participó del certamen de canto Cantando por un sueño 2012, del cual fue eliminada a las pocas semanas.
Hizo varias campañas de reconocidas marcas de ropa.
Actualmente, forma parte de SportsCenter, noticiero de ESPN.

## Televisión

### Telenovelas
| Año  | Título      | Personaje | Canal   | Notas    |
| ---- | ----------- | --------- | ------- | -------- |
| 2003 | Rebelde Way |           | Canal 9 | Invitada |

### Programas de Televisión
| Año           | Programa                   | Canal      | Notas                              |
| ------------- | -------------------------- | ---------- | ---------------------------------- |
| 2003          | Super M                    | El Trece   | Participante                       |
| 2004          | CX                         | Fox Sports | Conductora                         |
| 2006          | A jugar América            | Fox Sports | Conductora                         |
| 2007          | Fuera de foco              | América TV | Conductora                         |
| 2008-2009     | 360                        | Fox Sports | Conductora                         |
| 2010          | Comunidad 2.0              | El Trece   | Conductora                         |
| 2010          | Tendencia                  | Canal 9    | Conductora                         |
| 2010          | Tonka Tanka (Chile)        | Canal 13   | Invitada                           |
| 2010          | Bailando por un sueño      | El Trece   | Participante/5.ª Pareja Eliminada  |
| 2010-2012     | Fútbol para todos          | Fox Sports | Conductora y Notera                |
| 2012          | Cantando por un sueño 2012 | El Trece   | Participante/2.ª Pareja Eliminada  |
| 2017          | Bailando por un sueño 2017 | El Trece   | Participante/11.ª Pareja Eliminada |
| 2017-presente | SportsCenter               | ESPN       | Coconductora                       |
| 2020-presente | ESPN SHOW                  | ESPN       | Coconductora                       |

## Cine
| Año  | Película                | Personaje     | Dirección   | Notas          |
| ---- | ----------------------- | ------------- | ----------- | -------------- |
| 2008 | 100% Lucha, la película | Carla Sánchez | Juan Iribas | Coprotagonista |